# Östra Villinge
Östra Villinge, finska: Itä-Villinki, är en ö i Finland. Den ligger i Finska viken och i kommunen Helsingfors i landskapet Nyland, i den södra delen av landet. Ön ligger omkring 10 kilometer öster om Helsingfors.
Öns area är 33,8 hektar och dess största längd är 1,2 kilometer i öst-västlig riktning.